# Christian Zacharias
Christian Zacharias (Jamshedpur, 1950 ) é um pianista e maestro alemão.
Zacharias,  em 1961 fez seus estudos musicais na Academia Superior de Karlsruhe.
Foi aluno de piano de Irene Slavin e Vlado Perlemuter em Paris.
Ganhou o Concurso internacional de execução musical de Genebra em 1969 e o Concurso Van Cliburn em 1973. Depois de vencer a Ravel concurso em Paris 1975, lançou uma carreira internacional. Tocou música de câmara com o Quarteto Alban Berg, o Quarteto Guarneri, o Quarteto de Cordas de Leipzig, e com Heinrich Schiff, e Frank Peter Zimmermann.
Gravou as 33 sonatas de Domenico Scarlatti (disponível na EMI Classics).
Começou sua carreira realizando em 1992  com a Orchestre de la Suisse Romande, em Genebra. Nos Estados Unidos, estreia em 2000 com a Filarmônica de Los Angeles. Desde 2000, foi diretor artístico da Orquestra de Câmara de Lausanne. Em 2002, foi maestro convidado principal da Orquestra Sinfónica de Gotemburgo.